# 牛肉炒豆丝
牛肉炒豆丝，是武汉黄陂地区的一道传统炒菜。豆丝以绿豆、大米等为原料，磨碎成浆，在锅里摊成皮，切成丝加牛肉和配料炒制而成。

## 历史
过去受到时令限制，一般豆丝只能在秋冬两季人工制作。米浸泡淘洗后，将米磨浆，按4至9比1的比例兑以绿豆，用石磨磨成浆汁。豆米浆从石磨里流出来后，架大铁锅烧灶，火旺后舀一瓢浆在锅里，向四周抹开去、摊匀，盖上锅盖两分钟后，一张豆丝面皮就熟了。双手揭起，放在米筛上，置凉后，切丝，豆丝就做好了。现代经过创新加工工艺，豆丝已经可以全年加工。

## 材料

### 湿豆丝
刚做出的新鲜豆被称为湿豆丝，口感湿滑鲜嫩，常与牛肉、腊肉、蒜苗等同炒。

### 干豆丝
新鲜豆丝晒干后的豆丝称为干豆丝，烹饪前需要事先泡发，其口感更加劲道，除了炒制外也可以煮汤食用。

## 制作
炒豆丝时炒法分为“枯炒”和“软炒”，牛肉炒肉丝多为枯炒。第一次炒制豆丝时多油煎烙，略微放凉等其“枯脆”后，另起小锅将牛肉、其他配料炒热后，浇在都豆丝上成菜。

## 引用
1. ↑  . 搜狐网.   [2020-11-13]. （原始内容存档于2020-11-14）.
2. ↑  . 湖北数字图书馆.   [2024-02-07]. （原始内容存档于2024-02-07）.
3. ↑  . 中国报.   [2020-11-13]. （原始内容存档于2020-11-14）.